# Елизабет Костова (фондация)
Фондация „Елизабет Костова“ е фондация за творческо писане в България.
Учредена е от Елизабет Костова в София през 2007 година с дарение от 10 % от правата ѝ върху книгата ѝ „Историкът“.
Основната цел на организацията е да подпомага българската литература, като поощрява превода и публикуването ѝ на световния пазар.